# 附属学校
附属学校，简称附校，通常指的是附属于高等院校、大型厂矿机构和铁路局等事业单位的九年一贯制学校，一般招收各大学教职工子女和离退休职工的孙辈，有时也称＂子弟学校＂，一般归上级而非区市县教育主管部门直接管辖。